# Desirée Rancatore
Desirée Rancatore (Palermo, 29 gennaio 1977) è un soprano lirico-leggero italiano.

## Biografia
Nata a Palermo nel 1977, studia violino e pianoforte prima di cominciare, a 16 anni, lo studio del canto con la madre Maria Argento, per poi trasferirsi a Roma per perfezionarsi con Margaret Baker Genovesi. A soli 19 anni debutta come Barbarina ne Le nozze di Figaro al Festival di Salisburgo, cantando per la prima volta in Italia nel 1997 inaugurando la stagione del Teatro Regio di Parma con L'Arlesiana di Cilea.
Al Festival di Salisburgo ha interpretato anche Il ratto dal serraglio, concerti nel Mozarteum, Don Carlo (diretta da Lorin Maazel), Jeanne d'Arc au bûcher (Honegger) e Piramo e Tisbe. A 21 anni debutta al Teatro Massimo di Palermo (Sophie di Der Rosenkavalier) e canta la sua prima Olympia di Les contes d'Hoffmann (Catania). Interpreta il personaggio anche all'Opéra National di Parigi, al Royal Opera House Covent Garden di Londra, all'Opernhaus di Zurigo, al Teatro Real di Madrid, al Massimo di Palermo, alla Scala di Milano, all'Opera di Roma, al Théâtre du Capitole di Tolosa, al Teatro Regio di Torino e di Parma, a Macerata (Sferisterio Opera Festival), al Festival d'Orange e a Vienna, dove poi ritorna con Rigoletto e I puritani. Debutta al Covent Garden di Londra nell'inaugurazione della stagione 1999/2000 con il personaggio di Nannetta di Falstaff.
Interpreta Gilda di Rigoletto a Melbourne, San Francisco, Las Palmas, Tokyo, Venezia, Città del Messico, Vienna, Verona, Parma, Pechino, Firenze e Zurigo. Debutta come protagonista di Lucia di Lammermoor al Teatro Donizetti di Bergamo nella stagione 2006-07, accompagnando la produzione in una tournée tra Nagoya, Osaka e Tokyo sotto la direzione di Antonino Fogliani. Riprende il personaggio donizettiano anche all'Opera di Oviedo, a Zurigo, al Cilea di Reggio Calabria e al Teatro Comunale di Bologna e di Ferrara. 
Debutta Adina de L'elisir d'amore nella produzione di Laurent Pelly all'Opéra Bastille di Parigi e la canta anche al Teatro Lirico di Cagliari, a Kōbe e Tokyo in tournée con il Teatro di Bergamo, a Piacenza e alla Fenice di Venezia, in queste due ultime occasioni bissando l'aria di Adina.
Dopo aver debuttato la Regina della Notte (Die Zauberflöte) a Parigi, canta il famoso ruolo mozartiano a Roma e Cagliari. Nel 2001 debutta in Il viaggio a Reims al Comunale di Bologna (che interpreta anche al Carlo Felice di Genova e al Théâtre de La Monnaie di Bruxelles). È protagonista di Lakmé a Palermo, Oviedo e al Bunka Kaikan di Tokio. Canta per la prima volta il ruolo di Konstanze de Il ratto dal serraglio al Petruzzelli di Bari, riprendendolo al Teatro Real di Madrid, Palermo e Cagliari. Nel dicembre del 2004 canta Semele di L'Europa riconosciuta, di Salieri, per la riapertura del Teatro alla Scala di Milano, diretta da Riccardo Muti con cui poi viaggia a Parigi per interpretare Carmina Burana. È invitata anche a inaugurare la stagione 2005-06 del Comunale di Bologna con una nuova produzione di Ascanio in Alba e nell'ottobre del 2008 debutta come Elvira de I puritani di Bellini al Massimo di Palermo. Canta il ruolo anche a La Coruña e Vienna. Nel 2010 aggiunge al suo repertorio il personaggio di Amina, de La sonnambula (Las Palmas de Gran Canaria).
Ha recentemente debuttato Violetta nella Traviata di Giuseppe Verdi al Teatro dell'Opera di Montecarlo. 
Nell'ottobre 2013 Desiré Rancatore interpreta, con grande successo di pubblico e critica, Violetta Valery presso la Royal Opera House di Muscat in Oman, prima Traviata ad essere eseguita in un grande teatro d'Opera Mediorientale.
Ha partecipato ai Festival di Wiesbaden (Lucia di Lammermoor), al Festival della Valle d'Itria di Martina Franca (Les Huguenots), all'Umbria Music Fest (Stabat Mater di Pergolesi), al Rossini Opera Festival di Pesaro (nel 2006 come Fanny de La cambiale di matrimonio e un concerto di bel canto che ripropone anche nel 2010), al Cincinnati Festival (Cristo sul monte degli Olivi, di Beethoven, con la direzione musicale di James Conlon), al Savonlinna Opera Festival (I puritani) e al Festival de Radio France et Montpellier (Piramo e Tisbe e Stabat Mater).
Come solista in concerto ha cantato la Petite Messe Solennelle a Parigi e la Messa in Do minore di Mozart a Salisburgo, il Requiem di Mozart (Massimo di Palermo), Stabat Mater di Pergolesi (Parigi e Napoli, diretta da Muti). 
Ha partecipato anche al concerto inaugurale della stagione 2003-04 della Scala, ha cantato con la Sinfonica della Rai di Torino, in una serata di Gala con Bryn Terfel e la Royal Philharmonic Orchestra a Londra, in una tournée in Spagna (Zaragoza, Pamplona) con la Filarmonica Massimo Bellini di Catania e interpreta Scene dal Faust di Schumann al Regio di Parma. 
Ha inaugurato il 2011 diretta da Daniel Harding e il 2013 diretta da John Eliot Gardiner con Saimir Pirgu con il Concerto di Capodanno di Venezia alla Fenice di Venezia, per poi cantare alla Liverpool Philharmonic Hall diretta da Ottavio Dantone , all'Opera di Zurigo (Rigoletto), al Teatro Massimo di Palermo (Lucia di Lammermoor), al Teatro Greco di Siracusa (concerto con Andrea Bocelli ), allo Sferisterio Opera Festival di Macerata (Rigoletto) e al National Center for Performing Arts di Pechino (Rigoletto).
Nel 2017 è stata Presidente del Premio Fausto Ricci.

## Repertorio
| Ruolo                            | Titolo                        | Autore    |
| -------------------------------- | ----------------------------- | --------- |
| Zerlina                          | Fra Diavolo                   | Auber     |
| Amina                            | La sonnambula                 | Bellini   |
| Norma                            | Norma                         | Bellini   |
| Elvira                           | I puritani                    | Bellini   |
| Leila                            | Les pêcheurs de perles        | Bizet     |
| Nachtigall                       | Die Vögel                     | Braunfels |
| Vivetta                          | L'Arlesiana                   | Cilea     |
| Lakmé                            | Lakmé                         | Delibes   |
| Adina                            | L'elisir d'amore              | Donizetti |
| Lucia Ashton                     | Lucia di Lammermoor           | Donizetti |
| Maria Stuarda                    | Maria Stuarda                 | Donizetti |
| Marie                            | La fille du régiment          | Donizetti |
| Norina                           | Don Pasquale                  | Donizetti |
| Tisbe                            | Piramo e Tisbe                | Hasse     |
| La Vierge                        | Jeanne d'Arc au bûcher        | Honegger  |
| Valencienne                      | La vedova allegra             | Lehár     |
| Marguerite de Valois             | Les Huguenots                 | Meyerbeer |
| Fauno                            | Ascanio in Alba               | Mozart    |
| Konstanze                        | Die Entführung aus dem Serail | Mozart    |
| Barbarina                        | Le nozze di Figaro            | Mozart    |
| Königin der Nacht                | Die Zauberflöte               | Mozart    |
| Olympia                          | Les contes d'Hoffmann         | Offenbach |
| Musetta Mimì                     | La bohème                     | Puccini   |
| La Feu La princesse Le rossignol | L'Enfant et les sortilèges    | Ravel     |
| Fannì                            | La cambiale di matrimonio     | Rossini   |
| Berenice                         | L'occasione fa il ladro       | Rossini   |
| Contessa di Folleville           | Il viaggio a Reims            | Rossini   |
| Comtesse Adèle                   | Le Comte Ory                  | Rossini   |
| Semele                           | L'Europa riconosciuta         | Salieri   |
| Sophie                           | Der Rosenkavalier             | Strauss   |
| Gilda                            | Rigoletto                     | Verdi     |
| Violetta Valery                  | La traviata                   | Verdi     |
| Una voce dal cielo               | Don Carlo                     | Verdi     |
| Nannetta                         | Falstaff                      | Verdi     |
| Fanciulla fiore                  | Parsifal                      | Wagner    |

## Premi
- 1º Premio Maria Caniglia 1996
- Premio Paladino d'Oro
- Premio Medaglia d'Oro Città di Milano 2004
- Premio Speciale Ester Mazzoleni
- Premio Mimosa d'Oro 2008
- Premio Kaleidos 2008
- Premio Zenatello 2009
- Oscar della Lirica, Verona 2010
- Eccellenza Siciliana nel Mondo, Palermo 2011

## Discografia
- Ascanio in Alba di Mozart, DVD. Bongiovanni
- Der Rosenkavalier di Strauss, DVD. Brilliant Classic
- Die Vögel di Braunfels, DVD. Arthaus Musik
- Die Zauberflöte di Mozart, DVD. TDK
- Europa riconosciuta di Salieri, DVD, Erato
- Falstaff di Verdi, DVD. Opus Arte
- La cambiale di matrimonio di Rossini, CD. Dynamic
- La cambiale di matrimonio di Rossini, DVD. Naxos
- Les Contes d'Hoffmann di Offenbach, DVD. Dynamic
- Les Contes d'Hoffmann di Offenbach, DVD. TDK
- Les Huguenots di Meyerbeer, CD. Dynamic
- Lucia di Lammermoor di Donizetti, DVD. Dynamic
- Lucia di Lammermoor di Donizetti, CD. Naxos
- Mozart in Turkey DVD. BBC

### Registrazioni dal vivo
- Mozart: Die Entführung aus dem Serail (2000; Blonde). Charles Mackerras, Scottish Chamber Orchestra & Chorus, Telarc
- Meyerbeer: Les Huguenots (2001; Marguerite de Valois). Renato Palumbo, Bratislava Chamber Choir, Orchestra Internazionale d'Italia, Dynamic
- Rossini: La cambiale di matrimonio (2002). Umberto Benedetti Michelangeli, Orchestra Haydn di Bolzano e Trento, Dynamic
- Donizetti: Lucia di Lammermoor (2010). Antonino Fogliani, Bergamo Musica Festival Orchestra, Naxos
- 2011: Concerto di Capodanno La Fenice. DVD, Hardy
- 2017: Verdiana I. CD, Da Vinci Classics
- 2018: The Song of a Life, Vol. 2. CD, Brilliant Classics

## Fonti
- Intervista in GBOpera, su gbopera.it. URL consultato il 19 maggio 2011 (archiviato dall'url originale il 18 agosto 2011).
- Blog Desirée Rancatore, su desirerancatore.blogspot.com.
- Desirée Rancatore, su Fondazione Arena di Verona, ottobre 2012. URL consultato il 26 aprile 2022 (archiviato dall'url originale il 13 aprile 2013).
- La Repubblica: Intervista a Desirée Rancatore, 8 maggio 2011, su ricerca.repubblica.it.
- Una voce poco fa: Intervista al soprano Desirée Rancatore, 21 luglio 2011, su unavocepocofa915.blogspot.com.
- Il corriere musicale: Volere è potere, su ilcorrieremusicale.it.
- Zoe Magazine: Videointervista al soprano Desirée Rancatore, 19 dicembre 2011, su zoemagazine.net. URL consultato il 7 marzo 2012 (archiviato dall'url originale il 10 gennaio 2012).